# Erytrejski Kościół Ortodoksyjny
Erytrejski Kościół Ortodoksyjny Tewahedo (amh. ቤተ ክርስትያን ተዋህዶ ኤርትራ) – autokefaliczny Kościół przedchalcedoński działający w Erytrei. Powstał w 1993 roku. Wyodrębnił się z Etiopskiego Kościoła Ortodoksyjnego. Od 1998 roku ma rangę patriarchatu. Uznaje honorowy autorytet koptyjskiego papieża Aleksandrii.

## Historia
Chrześcijanie orientalni w Erytrei do lat 90. XX wieku należeli do Kościoła etiopskiego. W 1993 roku po uzyskaniu przez Erytreę niepodległości biskupi z jej terenów za sugestią władz świeckich zwrócili się do koptyjskiego papieża Aleksandrii, Szenudy III o formalne oddzielenie od Kościoła etiopskiego i przyznanie autokefalii. Święty Synod Koptyjskiego Kościoła Ortodoksyjnego przychylił się do tej prośby i rok później w Kairze zostało wyświęconych pierwszych pięciu nowych biskupów dla Erytrei. 
W 1994 roku na podstawie ugody w Addis Abebie Kościoły etiopski i erytrejski potwierdziły separację, a Etiopski Kościół Ortodoksyjny uznał autokefalię Erytrejskiego Kościoła Ortodoksyjnego.
Zwierzchnikiem Kościoła erytrejskiego jest rezydujący w Asmarze patriarcha Erytrei. Do 2015 był nim Dioskur, obecnie  stolica patriarsza pozostaje nieobsadzona, gdyż kanonicznie uznawany przez resztę Kościołów patriarcha Antoni pozostawał do swojej śmierci w 2022 roku uwięziony przez władze państwowe. Kościół liczy ok. 1,7 mln wiernych.